# Stein (Paesi Bassi)

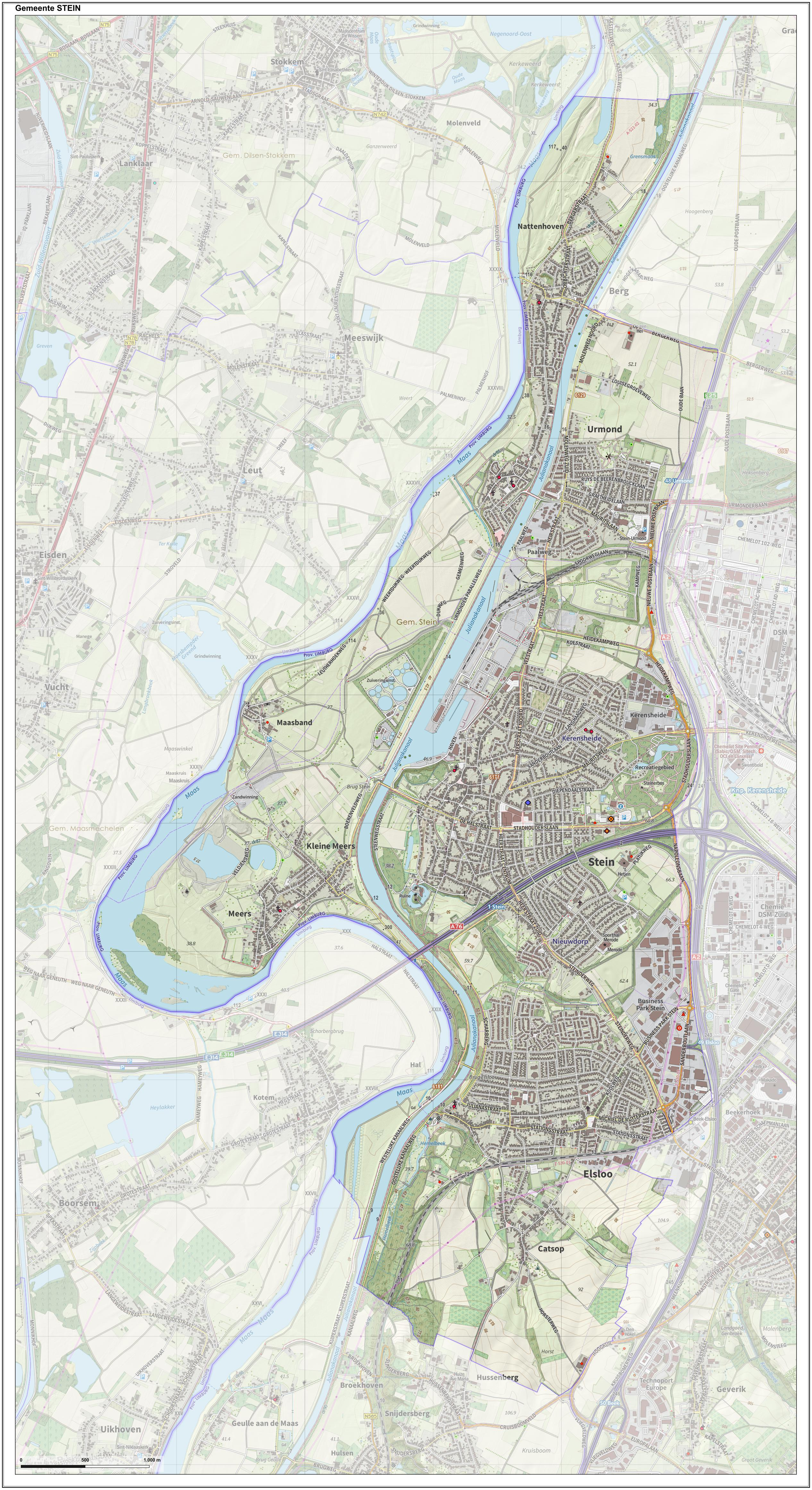
Mappa di Stein

Stein  è una municipalità dei Paesi Bassi di 25 660 abitanti situata nella provincia del Limburgo.

## Geografia antropica

### Località
| N. | Località      | Abitanti |
| -- | ------------- | -------- |
|    | Stein         |          |
| 1  | Oud-Stein     | 3316     |
| 2  | Kerensheide   | 2975     |
| 3  | Nieuwdorp     | 2503     |
| 4  | Kleine Meers  | 280      |
| 5  | Maasband      | 138      |
| 6  | Stein-centrum | 2483     |
|    | Elsloo        |          |
| 7  | Elsloo        | 7693     |
| 8  | Groot Meers   | 988      |
| 9  | Catsop        | 599      |
| 10 | Berg          | 1977     |
|    | Urmond        |          |
| 11 | Oud-Urmond    | 1045     |
| 12 | Urmond-Oost   | 2586     |
| 13 | Nattenhoven   | 188      |

## Sport
Ha ospitato i campionati europei di triathlon middle distance del 1988 ed i campionati europei di triathlon del 2000.